# Tomasz Mackiewicz
Pour les articles homonymes, voir Mackiewicz (homonymie).
Pas d'image ? Cliquez ici
Tomasz Mackiewicz, dit « Tomek », né le 13 janvier 1975 à Działoszyn, est un alpiniste polonais. Sept fois il tente d'escalader le Nanga Parbat (8 125 m) qui l’obsède, avant d'y trouver la mort après avoir réussi à atteindre le sommet avec Élisabeth Revol. Il est porté disparu le 27 janvier 2018 sur cette montagne, surnommée la « montagne tueuse », lors d'une descente dans des conditions extrêmes.

## Biographie
Il passe son enfance dans la banlieue de Częstochowa. C'est à l'université qu'il découvre l'alpinisme. Un temps drogué à l'héroïne, il se désintoxique après plusieurs cures et divers voyages : après être passé pas loin de l'overdose, c'est à ce moment qu'il découvre l'Himalaya durant un voyage en Inde.
Il découvre l'escalade avec Marek Klonowski. Sa carrière, et sa petite notoriété, débute réellement en 2008. Tomasz Mackiewicz reçoit alors le prix Colossi de l'exploit de l'année avec Marek Klonowski pour une traversée étendue du mont Logan durant une quarantaine de jours. L'année suivante, il gravit le Khan Tengri (7 010 m) au Kazakhstan, en solo. Il vit un temps en Irlande. Atypique, il s'entraîne peu, se soucie sommairement des préparatifs des expéditions, fume durant des années, s'occupe peu de la météo pour ses ascensions et reste solitaire durant celles-ci, ne donnant jamais de nouvelles à ses proches.
Il découvre le Nanga Parbat, neuvième plus haut sommet du monde, en 2010 et décide de monter une expédition l'année suivante. Après plusieurs tentatives avec Marek Klonowski d'atteindre le sommet du Nanga Parbat en hiver, il essaye de nouveau en janvier 2015 avec la Française Élisabeth Revol par la voie Messner 2000. Ils se sont rencontrés à Chilas au Pakistan, pays où il a un statut de « vedette ». « On formait un vrai binôme. En termes d'endurance, il était plus lent que moi, mais comme il était plus costaud, il pouvait porter des sacs plus lourds », c'est « un tracteur, un diesel » qui « aime marcher seul » ou en retrait explique t-elle,. Bien que robuste, il grimpe au mental plus qu'avec une grande préparation physique. Dès leur première rencontre, il se créé une « alchimie », et bien que tous deux très différents en tous points, au cours des années ils établissent « un lien très fort » : « notre cordée est fusionnelle » ou « compagnon de cordée idéal » précise Revol.
Il faut théoriquement « 3000 » de corde pour faire ce sommet mais eux montent en « style alpin », donc sans corde fixe ni porteur. Tomek frôle la mort, tombant dans une crevasse sur 40 à 50 m. Le 17 janvier 2015, ils atteignent l'altitude de 7 800 mètres mais la météo les contraint : ils doivent renoncer et retourner au camp de base. Mais la descente est compliquée, sans rien à boire ni manger ; ils rejoignent finalement la tente de Daniele Nardi (it) montée au camp 1, avant de repartir. Tomek rentre avec des gelures aux pieds. L'année suivante en février, le sommet est vaincu par l'équipe de Simone Moro, mais si cela ne décourage pas Tomasz Mackiewicz, ça le rend « amer, aigri » depuis, voire parfois dépressif. Le duo y retourne cette année là, mais doit de nouveau faire demi-tour à 7 500 m par des températures de -50°.
Élisabeth Revol et Tomasz Mackiewicz tentent de nouveau d'atteindre le sommet du Nanga Parbat en janvier 2018. C'est la septième tentative du Polonais sur ce sommet et la quatrième pour la Française après trois échecs.
Élisabeth Revol dit de lui qu'il « croquait la vie à pleine dent […], était toujours dans une espèce de rêve, […] habité par la spiritualité, qui l'emmenait très loin », nourri de culture hindouiste qu'il a découvert lors d'un voyage en Inde. Tomasz Mackiewicz, sans grand palmarès mais considéré comme un puriste de l'escalade, a une « fascination mystique » pour ce sommet : il croit qu'une divinité, Fairy, habite sur le Nanga et qu'elle lui parle dans ses rêves, mais aussi qu'elle guide les éléments sur cette montagne,. « Quand il avait un doute, il s'isolait en me disant « Je vais parler à Fairy » explique Revol. Il précise que cette relation avec la divinité est fréquente, lors l'ascension de 2015 comme celle de 2016 où il trouve une échappatoire lors d'un passage difficile.
La presse parle de « communion » avec le Nanga Parbat ou d'une obsession,. « Cette montagne ne me laissera jamais tranquille », dit-il avant sa septième tentative, mais il explique s'y sentir « un peu comme à la maison » souligne Revol,. Au-delà de l'exploit sportif, cette expédition reste de l'ordre du développement spirituel à tel point que Revol écrit : « Tom marchait et montait vers Fairy ». « Bien sûr que c'est une légende, et vous pouvez penser que je suis folle, mais je crois que cet esprit était quelque part amoureuse de lui et voulait le garder à jamais. La créature a fait beaucoup de mal à Élisabeth, qui a failli mourir, mais elle a survécu car ce n'est pas elle qu'elle voulait mais lui », confia Anna.

### Dernière tentative
À 8 036 m alors que la nuit va tomber, tout va bien et ils décident de continuer même s'il fait froid. Le 25 janvier vers 18 h, après avoir réussi la seconde ascension hivernale du Nanga Parbat,, ils se retrouvent en difficulté au sommet, Tomasz Mackiewicz voyant flou : « Éli, je ne vois plus ta frontale, je te vois floue ! »
Du sommet (8 125 m), Tomasz Mackiewicz aidé par Revol parvient à descendre, difficilement. Il a le visage totalement givré. Il présente des symptômes d'œdème pulmonaire, avec du sang qui coule de la bouche, et d'œdème cérébral. À 7 282 mètres, ils passent une partie de la nuit abrité du vent dans une crevasse. « Son nez devenait blanc et puis après les mains, les pieds » décrit Revol, et il saigne toujours. Le lendemain, l'équipe de secours lui donne l’ordre de descendre afin d’avoir une chance de récupérer Tomasz en hélicoptère. Elle doit se résoudre à laisser son compagnon et atteindre l’altitude plus basse demandée par les secours. Elle est secourue bien plus bas par deux alpinistes polonais, Denis Urubko et Adam Bielecki, qui réalisaient une tentative sur le K2 et qui ont été déposés par hélicoptère sous le camp 1 du Nanga Parbat avant de réaliser une ascension afin de la retrouver. Les « conditions météorologiques et l’altitude mettraient la vie des sauveteurs dans un danger extrême » et l'équipe de sauveteurs ne peut tenter le sauvetage de Tomasz Mackiewicz et redescend au camp de base.

## Vie privée
Tomasz Mackiewic est marié à Joana avec qui il a deux enfants Tonia et Max. Il divorce et vit avec Anna Solska, sa nouvelle compagne, qu'il a rencontrée en Pologne et a un enfant, Zoïa. Ils sont âgés de 7, 8 et 9 ans au moment de sa mort. Le surplus des fonds récoltés pour le sauvetage leur est reversé,.